# Beierolpium cyclopium
Beierolpium cyclopium es una especie de Arachnida del género Beierolpium, de la familia Olpiidae, del orden Pseudoscorpiones. Es un pseudoescorpión pequeño, el holotipo hembra mide 2,1 mm.

## Distribución
Beierolpium cyclopium es endémica de Nueva Guinea Occidental en Indonesia. Se encuentra cerca del sector de Kota Nica.

## Taxonomía
B. cyclopium fue descrita científicamente por Max Beier en 1965. Esta especie fue descrita bajo el basónimo Xenolpium cyclopium por Beier en 1965. Fue luego puesta en el género Beierolpium por la aracnóloga francesa Jacqueline Heurtault en 1982.
El nombre de su especie se le dio en referencia al lugar de su descubrimiento, las Montañas Cíclopes.